# Alien Adventure
Alien Adventure is een sciencefiction/animatie film in IMAX die in 1999 werd uitgebracht door nWave Pictures, bedacht en geregisseerd door Ben Stassen. Het was de eerste volledig digitale film voor op groot scherm.

## Verhaallijn
Een groep buitenaardse wezens, de Glagoliths, reist vastberaden door het heelal. De aliens zijn op zoek naar een planeet in de hoop die te kunnen gebruiken als nieuw onderkomen voor hun volk. In deze zoektocht komen zij aan bij een planeet die de aarde blijkt te zijn. De leider Cyrillus besluit om twee bemande verkenningsschepen naar het oppervlak van de planeet te sturen om te achterhalen of ze geschikt is voor kolonisatie. Als de buitenaardse verkenners op aarde arriveren, denken zij dat ze in een grote stad zijn beland. Zij weten echter niet dat ze midden in Adventure Planet terecht zijn gekomen, een nieuw hightech attractiepark dat nog niet is opengesteld voor het grote publiek. Ze besluiten de stad te onderzoeken en maken kennis met vier attracties.
- Arctic Adventure, een wilde achtbaan door spelonken en over afgronden in een ijskoude omgeving.
- Magic Carpet, een mysterieuze nachtelijke rit door een Arabisch paleis compleet met tovenaars en draken.
- Kid Coaster, een doldwaze achtbaan, eigenlijk een gigantische simulatie van een kinderkamer.
- Aqua Adventure, een supersnelle onderwaterachtbaan met haaien en zeemonsters.

Uiteindelijk komen de buitenaardse wezens niet met mensen in contact omdat hun leider de verkenners terugroept naar hun ruimteschip; de plaats leek hem niet geschikt als nieuwe thuis voor zijn volk.
Deze vier korte en supersnelle verhaaltjes zien eruit als een virtueel computerspelletje. De kijker beleeft het geheel samen met de alien verkenners en ziet het grotendeels vanuit hun gezichtspunt. Ook krijgt men hun reacties te zien. De ritjes zijn spannend, eng, verbazend of vrolijk.

## Trivia
- Het exotisch ogende alfabet van de buitenaardse wezens, dat men in de film meermaals te zien krijgt, is in realiteit het Glagolitisch alfabet. De naam van hun leider - Cyrillus - verwijst naar Cyrillus van Saloniki die het Glagolitische alfabet uitvond.
- De taal die de buitenaardse wezens spreken is het Waals, een uitstervende taal uit Wallonië die verder niets met het Glagolitische schrift te maken heeft.
- Op het moment dat de bemande sondes het aardoppervlak naderen ziet men de kustlijn van Californië. De rest van de film is echter opgenomen in het Franse pretpark Futuroscope.
- De film is verkrijgbaar op dvd met bijgeleverde 3D brilletjes waarmee men de ritjes op de achtbanen in 3D kan beleven.